# Enric Vernis i Zendrera
Enric Vernis i Zendrera   (Barcelona, c. 1934) és un antic pilot de motociclisme català que participà en competicions estatals d'enduro a finals de la dècada de 1950 i començaments de la de 1960 (quan aquesta disciplina era coneguda com a Regularitat), essent un dels pioners d'aquest esport a la península Ibèrica. Els anys 1959 i 1960 formà part de l'equip que en guanyà el Campionat d'Espanya.
Comerciant de professió i practicant de la navegació, Vernis fou un dels cinc aventurers catalans que el 1962 participaren en l'Operació Impala, recorrent 20.000 km per Àfrica en 100 dies a bord de tres motocicletes Montesa de 175 cc. Durant els preparatius de l'expedició es responsabilitzà del material logístic.